# Pioneer 7
Pioneer 7 är en amerikansk rymdsond som är del av Pioneerprogrammet. Den sköts upp från Cape Canaveral den 17 augusti 1966 och gick in i en heliocentrisk omloppsbana med ett medelavstånd till solen på knappt 1,1 AU.
1986 passerade rymdsonden Halleys komet på ett avstånd av 12,3 miljoner kilometer. 
Senast NASA hade kontakt med Pioneer 7 var den 31 mars 1995, rymdsonden samt ett av instrumenten fungerade då .
Rymdsonden är identisk med Pioneer 6, Pioneer 8 och Pioneer 9.

### Fotnoter
1. ↑  ”NASA Space Science Data Coordinated Archive” (på engelska). NASA. https://nssdc.gsfc.nasa.gov/nmc/spacecraft/display.action?id=1966-075A. Läst 26 mars 2020.
2. ↑  The Pioneer Missions Arkiverad 29 juni 2011 hämtat från the Wayback Machine. - www.nasa.gov